# Bakerloo line
Bakerloo line er en London Underground-bane, farvet brun på netværkskortet. Den løber delvist på overfladen og delvist dybtliggende, fra Elephant & Castle i det centrale London, via West End, til Harrow & Wealdstone i de ydre nordvestlige forstæder. Banen betjener 25 stationer, hvoraf 15 er underjordiske. Navnet er en sammentrækning af Baker Street og Waterloo, der er navnet på to af banens stationer. På banens overjordiske strækning nord for Queen's Park, deler banen spor med London Overgrounds Watford DC Line og løber parallelt med West Coast Main Line.
Mange af stationerne, som er åbnet mellem 1906 og 1915, har bevaret elementer fra deres fælles designstil, hvor stationerne under jorden har dekorative flisemønstre i jugendstil af Leslie Green, og de overjordiske stationer er bygget i røde mursten med stendetaljer i Arts and Crafts-stil. Det er den niende travleste bane i netværket med over 111 millioner årlige passagerer.

## Historie
Route har sine aner i de fejlslagne projekter Waterloo and Whitehall Railway, et pneumatisk jernbaneprojekt fra 1865, og Charing Cross and Waterloo Electric Railway-projektet fra 1882.
Banen, der oprindeligt blev kaldet Baker Street & Waterloo Railway, blev anlagt af Underground Electric Railways Company of London (UERL) og åbnede mellem Baker Street og Lambeth North (dengang kaldet Kennington Road) den 10. marts 1906. Den blev forlænget til Elephant & Castle fem måneder senere, den 5. august. Sammentrækningen af navnet til "Bakerloo" blev hurtigt populært, og det officielle navn blev ændret hertil i juli 1906.
Da arbejdet på banen begyndte i juni 1898, var den blevet finansieret af mineentreprenør og selskabspromoteren Whitaker Wright, som kom i konflikt med loven i forbindelse med de økonomiske aspekter og dramatisk begik selvmord i Royal Courts of Justice, efter domfældelsen i 1904. Derfor stoppede arbejdet på banen i et par måneder og blev ikke genoptaget før Charles Yerkes og UERL trådte til og overtog projektet.
I 1913 var banen blevet forlænget fra sin oprindelige nordlige endestation på Baker Street mod vest med skiftestationer til Great Central Railway på Marylebone og Great Western Railway på Paddington, og en ny station på Edgware Road.

### Watford-grenen
I 1915 blev banen yderligere forlænget til Queen's Park, hvor den tilsluttede sig London and North Western Railway (LNWR)'s Euston-Watford DC line (nu en del af London Overground) til Watford Junction. Bakerloo-togene til Watford Junction blev reduceret i 1960'erne og forkortet til Stonebridge Park i 1982.
Tog helt til Harrow & Wealdstone blev gradvist genindført fra 1984, og i 1989 blev den nuværende heldagsbetjening indført.

### Stanmore-grenen
I midten af 1930'erne led Metropolitan line af trængsel, grundet den begrænsede kapacitet på sine spor mellem Baker Street og Finchley Road Stationer. For at lindre dette pres indeholdte programmet for netværket New Works Programme, 1935-1940 anlægget af nye tunnelsektioner mellem Bakerloo lines perroner på Baker Street og Finchley Road og udskiftning af tre Metropolitan line-stationer (Lord's, Marlborough Road og Swiss Cottage) med to nye Bakerloo stationer mellem disse (St. John's Wood og Swiss Cottage). Bakerloo line overtog Metropolitan lines betjening til Stanmore den 20. november 1939. Grenen forblev en del af Bakerloo line indtil 1. maj 1979, da lignende trængelsproblemer på Bakerloo line medførte en opdeling af de to grenen på Baker Street, hvilket førte til åbning af Jubilee line, der i første omgang blev dannet ved at forbinde Stanmore-grenen til nye borede tunneler mellem Baker Street og Charing Cross.

### Camberwell-forlængelse
En forlængelse af banens sydlige ende til Camberwell og Denmark Hill blev foreslået og godkendt i 1931, som en del af loven London Electric Metropolitan District and Central London Railway Companies (Works) Act, 1931. I april 1937 var den foreslåede forlængelses estimerede omkostninger £5.000.000 (omtrent £320 millioner i dag) og London Passenger Transport Board bekendtgjorde, at grundet stigende materialepriser var forlængelsen blevet udsat indtil organisationens finanser blev forbedret. Bortset fra forlængelse af sidesporene syd for Elephant & Castle blev intet arbejde på forlængelsen udført før 2. verdenskrig, men kræfterne blev fornyet af regeringen i 1947 i loven Special Enactments (Extension of Time) Act, 1940. En projekteret forlængelse så langt som til Camberwell blev vist på en udgave af netværkskortet i 1949, men intet yderligere arbejde blev udført. Destinationsskiltene på Warwick Avenue Station viste Camberwell som en destination indtil 1990'erne.

### Strømforsyning
En mærkværdighed er, at nærmest fra åbningen og til 1917, kørte Bakerloo med strømskinnernes polaritet omvendt, altså yderskinnen negativ og midterskinnen positiv. Dette skyldes at fordi Bakerloo delte en strømforsyning med District Railway. På Bakerloo havde yderskinnen tendens til at sive ud i tunnelvæggen, mens midterskinnen på District Railway havde et lignende problem. Løsningen var at omvende polariteten på Bakerloo line, så den negative skinne lækkede i begge systemer. I 1917 blev de to baner adskilt, da LNWR begyndte sin 'New Line'-betjening mellem Euston og Watford Junction, som the Bakerloo delte med nord for Queens Park. Som følge heraf blev den normale drift genoprettet.

### Hundredåret
Banen fejrede sit 100 års jubilæum den 10. marts 2006, hvor diverse begivenheder blev arrangeret på banen.

## Fremtidige udviklinger

### Genforlængelse til Watford Junction
I løbet af de næste få år vil banens nordlige sektion igen blive ændret efter beslutningen fra februar 2006, om at overdrage ansvaret for forstadstogene Euston-Watford (på Watford DC Line) fra Department for Transport (DfT) til Transport for London (TfL). Dette er i forbindelse med omlægningen af en række jernbaner i Nordlondon til London Overground.
I en tidligere London Plan blev det projekteret at Bakerloo line vil blive genforlænget fra Harrow & Wealdstone to Watford Junction i 2026, hvilket vil genoprette betjeningen fra før 1982. Jernbanen fra Queens Park til Watford Junction, der i øjeblikket deles med London Overground, vil derefter kun blive betjent af Bakerloo line. Økonomiundersøgelser for Croxley Rail Link-projektet indikerer at denne forlængelse af Bakerloo line nu er usandsynlig, da "TfL's planer om forlængelse af Bakerloo line til Watford Junction er i bero på ubestemt tid grundet finansiering og forretningsmæssige begrænsninger."

### Camberwell-forslag
Forslaget om forlængelse til Camberwell fra 1949 var genopstanden i 2006, da den daværende Londonborgmester, Ken Livingstone, foreslog at en forlængelse blev anset indenfor 20 år. Der er dog ingen faste tilsagn om at denne forlængelse, og det forbliver på forslagsstadiet. TfL's investeringsprogram "Transport T2025 – Transport Vision for a growing world city" identificerer ambitionen om at separere den nuværende Northern line til to selvstændige linjer i 2025. I denne plan, vil tog på Northern lines Charing Cross-gren ende på Kennington Station, og det er blevet bragt på bane, at en forlængelse af linjen mod sydøst kan anlægges, herunder til Camberwell. I dette scenarie vil en forlængelse af Bakerloo line ikke længere være nødvendig. De seneste planer vil dog i stedet for forlænge denne Northern line-gren mod Battersea via to nye stationer ved Nine Elms og Battersea Power Station, hvilket betyder at Bakerloo line igen vil blive set på, for en forlængelse til Camberwell.

### Mulig forlængelse til Lewisham og Hayes
I sin London & South East Route Utilisation Strategy fra juli 2011 anbefalede Network Rail at forlænge Bakerloo line fra Elephant & Castle til Lewisham og der overtage Hayes Line. Dette vil frigive kapacitet på National Rail-baner indtil Charing Cross.
Lewisham Bydelsråd anbefaler i sit transportstudie fra august 2010 at forlængelsen af Bakerloo via Peckham til Lewisham og videre til Hayes-grenen tilstræbes som en langsigtet ambition.
En rute langs Old Kent Road er blevet foretrukken, pga. mulighederne for byudvikling i korridoren. En åbning i 2040 er angivet for forlængelsen, med frekvens ved åbning på 27 tog i timen t Catford Bridge, med 15 tog i timen fortsættende til Hayes og 6 tog i timen fortsættende til Beckenham Junction (via den eksisterende bane). Den vil koste mellem £2,2 mia. og £2,6 mia. Afgreningen til Beckenham Junction er også foreslået forlænget videre til Grove Park via Bromley centrum.
I december 2015 afrapporterede Transport for London sin forundersøgelse af de forskellige muligheder og konkluderede, at en rute til Lewisham via Old Kent Road frem for via Camberwell var at foretrække, og at denne forlængelse kunne åbnes i 2030. En yderligere forlængelse fra Lewisham til Hayes og Bromley vil blive besluttet i en senere fase. I stedet kan Camberwell betjenes af en ny Thameslink-station hos National Rail.

## Rullende materiel

### Tidligere rullende materiel
Da Bakerloo line åbnede i 1906 var den betjent af Gate Stock-tog, bygget i Trafford Park, Manchester. For at klare forlængelsen til Queen's Park, blev 12 ekstra motorvogne af London Underground 1914-materielet bestilt, ti fra Brush i Loughborough og to fra Leeds Forge Company.
For at køre nord for Queen's Park blev yderligere 72 vogne bygget af Metropolitan Carriage, Waggon and Finance Company i Birmingham. Disse tog, som var kendt som Watford Joint-materiel, var delvist ejet af the Underground og delvist af London and North Western Railway (senere London, Midland and Scottish Railway (LMS)). De blev oprindeligt malet i LNWR-design. De blev ikke udstyret med luftbetjente døre og viste sig langsomme og upålidelige, så de blev erstattet af nye tog af Standard-materiel i 1930 (selvom nogle blev bevaret af LMS). I nogle år i 1930'erne havde Watford-tog en særpræget blå stribe i vindueniveau.
I 1932 blev nogle vogne, der var bygget til Piccadilly line af Cammell Laird i Nottingham in 1919, overført til Bakerloo line. Da de blev bygget var de de første Tube-tog med luftbetjente døre. Disse (og andre tog) blev senere erstattet af flere tog af Standard-materiel, og igen erstattet af 1938- og 1949-materiel.
Indtil åbningen af Jubilee line i 1979 blev Bakerloo line betjent af både 1938- og 1972-materiel. 1972-materiellet var udset for Jubilee line, så fra 1979 var Bakerloo line (nu uden Stanmore-grenen) igen udelukkende betjent af 1938-materiel. Fra 1983 begyndte 1938-materiellet at blive udskiftet med 1959-materiel, men dette var midlertidigt indtil at 1972-materiellet blev tilgængeligt. De sidste 1938-materiel var tilbagetrukket den 20. november 1985. Fra 1986 var 1959-materiellet overført til Northern line.

### Nuværende og fremtidig infrastruktur
Bakerloo line betjenes nu udelukkende af Mk. II 1972-materiel, erstattet på Jubilee line af 1983-materiel. Materiellet vedligeholdes på Stonebridge Park-depotet.
Alle Bakerloo line tog er malet i det særprægne London Underground-design i rød, hvid og blå og er af den lille af de to størrelser benyttet i netværket, da linjen går dybt under jorden i små tunneler.
I begyndelsen af 2000'erne blev interiøret i disse tog hovedrentgjort og indtrækket er blevet erstattet af en blå moquette. Sædelayoutet er både langs- og tværgående, med nogle vogne kun med sæder i længderetningen.
Et notat fra TfL's Finance and Policy Committee dateret 11. marts 2015 afslørede, at reparationsprogrammet for 1972-materiellet kræver flere midler end forventet, da vognparkens stand var værre end forventet.
I begyndelsen af 2016 begyndte det fire år lange renoveringsprogram, med det første af de nyistandsatte vogne i drift på banen i marts. Interiøret i hver vogn renses, stoffet på sæderne udskiftet med Barman-typen, der også ses på andre baner, mens håndlister og belysning fornyes. Hver vogn undersøges og reparationer udføres, for at sikre at materiellet kan køre sikkert indtil det erstattes med New Tube for London-materiellet i begyndelsen af 2030'erne.
Transport for London foreslår at opgradere banen på et tidspunkt, men ikke før der er taget hånd om andre dybtliggende baner. Dette vil inkludere nye signaler og nye tog, hvilket skal muliggøre en frekvens på op til 27 tog i timen. TfL forventer for nærværende, at dette er i stand i 2033.
LUL har inviteret Alstom, Bombardier og Siemens til at udvikle et nyt koncept for lette, energibesparende, delvist leddelte tog til de dybtliggende baner, foreløbigt kaldet "Evo" (for 'evolution'). Indtil videre har kun Siemens offentliggjort et skitsedesign, der indebærer air condition og batteridrivkraft, hvorved toget kan køre videre til den næste station hvis tredje- og fjerdeskinnen mister strøm. Den vil have et lavere gulv og 11 % højere passagerkapacitet end det nuværende tube-materiel.
Der vil spares 30 tons vægt, og togene vil være 17 % mere energieffektive med air conditioning eller 30 % mere energieffektive uden det. Intentionen er, at de nye tog på et tidspunkt vil kunne køre på Bakerloo, Central, Piccadilly og Waterloo & City lines.

## Betjeninger
Udenfor myldretiden betjener Bakerloo line som følger:
- 6 tog pr. time fra Harrow & Wealdstone til Elephant & Castle
- 3 tog pr. time fra Stonebridge Park til Elephant & Castle
- 11 tog pr. time fra Queen's Park til Elephant & Castle

## Stationer
Bemærk: For Bakerloo lines tidligere Stanmore-gren, se Jubilee line-artiklen.
| Station                        | Billede             | Åbnet            | Yderligere infomation |
| ------------------------------ | ------------------- | ---------------- | --- |
| Harrow & Wealdstone            | Harrow & Wealdstone | 16. april 1917   | Betjening indstillet: 24. september 1982. Betjening genetableret: 4. juni 1984.kort 1                                                               |
| Kenton                         | Kenton              | 16. april 1917   | Betjening indstillet: 24. september 1982. Betjening genetableret: 4. juni 1984.kort 2                                                               |
| South Kenton                   | South Kenton        | 3. juli 1933     | Betjening indstillet: 24. september 1982. Betjening genetableret: 4. juni 1984.kort 3                                                               |
| North Wembley                  | North Wembley       | 16. april 1917   | Betjening indstillet: 24. september 1982. Betjening genetableret: 4 June 1984.kort 4                                                                |
| Wembley Central                | Wembley Central     | 16. april 1917   | Åbnede som Wembley Central for Sudbury. Omdøbt: 5. juli 1948. Betjening indstillet: 24. september 1982. Betjening genetableret: 4. juni 1984.kort 5 |
| Stonebridge Park               | Stonebridge Park    | 1. august 1917   | kort 6 |
| Harlesden                      | Harlesden           | 16. april 1917   | kort 7 |
| Willesden Junction             | Willesden Junction  | 10. maj 1915     | kort 8 |
| Kensal Green                   | Kensal Green        | 1. oktober 1916  | kort 9 |
| Queen's Park                   | Queen's Park        | 11. februar 1915 | kort 10 |
| Kilburn Park                   | Kilburn Park        | 31. januar 1915  | kort 11 |
| Maida Vale                     | Maida Vale          | 6. juni 1915     | kort 12 |
| Warwick Avenue                 | Warwick Avenue      | 31. januar 1915  | kort 13 |
| Paddington ( Tog til Heathrow) | Paddington          | 1. december 1913 | kort 14 |
| Edgware Road                   | Edgware Road        | 15. juni 1907    | kort 15 |
| Marylebone                     | Marylebone          | 27. marts 1907   | Åbnede som Great Central. Omdøbt: 15. april 1917kort 16                                                                                             |
| Baker Street                   | Baker Street        | 10. marts 1906   | kort 17 |
| Regent's Park                  | Regent's Park       | 10. marts 1906   | kort 18 |
| Oxford Circus                  | Oxford Circus       | 10. marts 1906   | kort 19 |
| Piccadilly Circus              | Piccadilly Circus   | 10. marts 1906   | kort 20 |
| Charing Cross                  | Charing Cross       | 10. marts 1906   | Åbnede som Trafalgar Square. Omdøbt 1. maj 1979.kort 21                                                                                             |
| Embankment                     | Embankment          | 10. marts 1906   | Åbnede som Charing Cross. Omdøbt 12. september 1976kort 22                                                                                          |
| Waterloo                       | Waterloo            | 10. marts 1906   | kort 23 |
| Lambeth North                  | Lambeth North       | 10. marts 1906   | Åbnede som Kennington Road. Omdøbt til Westminster Bridge Road: 5. august 1906, Omdøbt til Lambeth North: 15. april 1917kort 24                     |
| Elephant & Castle              | Elephant & Castle   | 5. august 1906   | kort 25 |

### Tidligere stationer

#### Watford-gren
Se også: London Overground og Watford DC Line
Mellem 1917 og 1982 fortsatte Bakerloo line-tog langs DC-banen forbi Harrow & Wealdstone til Watford Junction. Disse stationer bliver fortsat betjent af London Overground. Der har været forslag om at genforlænge Bakerloo line til Watford Junction og betjene de følgende stationer:
| Station             | Åbnet          | Betjening indstillet | Yderligere information                                                                          |
| ------------------- | -------------- | -------------------- | ----------------------------------------------------------------------------------------------- |
| Watford Junction    | 16. april 1917 | 16. september 1982   |                                                                                                 |
| Watford High Street | 16. april 1917 | 24. september 1982   |                                                                                                 |
| Bushey              | 16. april 1917 | 24. september 1982   | Åbnede som Bushey & Oxhey. Omdøbt 6. maj 1974                                                   |
| Carpenders Park     | 5. april 1919  | 24. september 1982   | Lukkede 16. november 1952. Genåbnet på ny grund 17. november 1952                               |
| Hatch End           | 16. april 1917 | 24. september 1982   | Åbnede som Pinner & Hatch End. Omdøbt til Hatch End (for Pinner): 1. februar 1920. Omdøbt 1956. |
| Headstone Lane      | 16. april 1917 | 24. september 1982   |                                                                                                 |

#### Stanmore-gren
Stanmore-grenen var oprindeligt anlagt af Metropolitan Railway og blev udpeget til Bakerloo lines Stanmore-gren i 1939. Den blev overført til Jubilee line den 1. maj 1979. Den er forbundet til hovedparten af Bakerloo line på Baker Street.
| - Stanmore - Canons Park - Queensbury - Kingsbury - Wembley Park | - Neasden - Dollis Hill - Willesden Green - Kilburn - West Hampstead | - Finchley Road - Swiss Cottage - St. John's Wood |

## Depoter
Bakerloo line betjentes i øjeblikket af tre depoter; et hoveddepot på Stonebridge Park,kort 26 åbnet den 9. april 1978 på en tidligere British Rail kraftværksgrund, som indeholder flådens vedligeholdelsesfaciliteter, det oprindelige depot på London Roadkort 26 (mellem Elephant & Castle og Lambeth North), og et mindre depot lige nord for Queen's Park,kort 26 bygget i 1915. Queens Park-depotet er unikt for London Underground-netværket, da tog i rute kører gennem det.
Da Bakerloo lines betjening løb til Watford, var der et yderligere depot på Croxley Green; dette depot lukkede i november 1985 efter indstilling af betjeningen.
Da Bakerloo line havde to grene i sin nordlige ende, til Queen's Park (som nuværende) og til Stanmore (nu overtaget af Jubilee line), var depotet ved Neasden på Stanmore-grenen banens primære. Jubilee lines overtagelse af denne gren i 1979 var årsagen bag byggeriet af det nye ved Stonebridge Park.
London Road-depotet er usædvanligt, da selvom depotet er på overfladen passerer, banen tæt forbi i tunnel og er forbundet med en kort, meget stejl afgreningstunnel.

## Kort
- ↑kort 1Harrow & Wealdstone – 51°35′33″N 000°20′08″V / 51.59250°N 0.33556°V
- ↑kort 2Kenton – 51°34′56″N 000°19′02″V / 51.58222°N 0.31722°V
- ↑kort 3South Kenton – 51°34′15″N 000°18′31″V / 51.57083°N 0.30861°V
- ↑kort 4North Wembley – 51°33′46″N 000°18′14″V / 51.56278°N 0.30389°V
- ↑kort 5Wembley Central – 51°33′09″N 000°17′48″V / 51.55250°N 0.29667°V
- ↑kort 6Stonebridge Park – 51°32′39″N 000°16′31″V / 51.54417°N 0.27528°V
- ↑kort 7Harlesden – 51°32′11″N 000°15′28″V / 51.53639°N 0.25778°V
- ↑kort 8Willesden Junction – 51°31′58″N 000°14′44″V / 51.53278°N 0.24556°V
- ↑kort 9Kensal Green – 51°31′51″N 000°13′29″V / 51.53083°N 0.22472°V
- ↑kort 10Queen's Park – 51°32′02″N 000°12′23″V / 51.53389°N 0.20639°V
- ↑kort 11Kilburn Park – 51°32′06″N 000°11′39″V / 51.53500°N 0.19417°V
- ↑kort 12Maida Vale – 51°31′47″N 000°11′08″V / 51.52972°N 0.18556°V
- ↑kort 13Warwick Avenue – 51°31′24″N 000°11′01″V / 51.52333°N 0.18361°V
- ↑kort 14London Paddington – 51°31′02″N 000°10′39″V / 51.51722°N 0.17750°V
- ↑kort 15Edgware Road (Bakerloo line) – 51°31′13″N 000°10′13″V / 51.52028°N 0.17028°V
- ↑kort 16Marylebone – 51°31′20″N 000°09′48″V / 51.52222°N 0.16333°V
- ↑kort 17Baker Street – 51°31′19″N 000°09′25″V / 51.52194°N 0.15694°V
- ↑kort 18Regent's Park – 51°31′25″N 000°08′47″V / 51.52361°N 0.14639°V
- ↑kort 19Oxford Circus – 51°30′55″N 000°08′30″V / 51.51528°N 0.14167°V
- ↑kort 20Piccadilly Circus – 51°30′36″N 000°08′02″V / 51.51000°N 0.13389°V
- ↑kort 21Charing Cross – 51°30′29″N 000°07′29″V / 51.50806°N 0.12472°V
- ↑kort 22Embankment – 51°30′25″N 000°07′19″V / 51.50694°N 0.12194°V
- ↑kort 23Waterloo – 51°30′09″N 000°06′47″V / 51.50250°N 0.11306°V
- ↑kort 24Lambeth North – 51°29′56″N 000°06′42″V / 51.49889°N 0.11167°V
- ↑kort 25Elephant & Castle – 51°29′40″N 000°05′59″V / 51.49444°N 0.09972°V
- ↑kort 26Stonebridge Park Depot – 51°33′31″N 000°15′45″V / 51.55861°N 0.26250°V
- ↑kort 27London Road Depot – 51°29′54″N 000°06′17″V / 51.49833°N 0.10472°V
- ↑kort 28Queens Park Depot – 51°32′01″N 000°12′28″V / 51.53361°N 0.20778°V